# Kommando Streitkräftebasis
Koordinaten: 50° 42′ 2,9″ N, 7° 2′ 43,4″ O
Das Kommando Streitkräftebasis (KdoSKB) in Bonn war eine höhere Kommandobehörde der Bundeswehr und das Führungskommando der Streitkräftebasis. Das Kommando wurde am 29. September 2012 durch den Generalinspekteur der Bundeswehr, General Volker Wieker, mit Wirkung zum 1. Oktober 2012 in Dienst gestellt. Es stellte zentralisiert die Einsatzbereitschaft und Auftragserfüllung der Streitkräftebasis insgesamt sicher und übernahm die Führungsaufgaben des zum 1. Februar 2013 aufgelösten Streitkräfteunterstützungskommandos. Das Kommando wurde am 29. April 2025 außer Dienst gestellt. Nachfolger ist das am selben Tag offiziell in Dienst gestellte Unterstützungskommando der Bundeswehr.

## Führung
Geführt wurde das Kommando vom Inspekteur der Streitkräftebasis im Dienstgrad eines Generalleutnants. Er war dem Generalinspekteur der Bundeswehr unterstellt. Der Stellvertreter des Inspekteurs war ebenfalls Generalleutnant, der Chef des Stabes den ein Generalmajor. Der Generalinspekteur der Bundeswehr war dem Inspekteur der Streitkräftebasis gegenüber weisungsbefugt.

## Aufgaben
Das KdoSKB war die einzige Höhere Kommandobehörde innerhalb des damaligen militärischen Organisationsbereichs Streitkräftebasis und somit zentrales Führungsinstrument und Arbeitsstab des Inspekteurs der Streitkräftebasis. Es unterstützte den Inspekteur bei der Führung der ihm unterstellten Verbände und Dienststellen und in seiner Funktion als Nationaler Territorialer Befehlshaber. Das Kommando trug die truppendienstliche sowie die Betriebs- und Versorgungsverantwortung für die unterstellten Truppenteile. Zur Wahrnehmung von Fachaufgaben nutzte es die unterstellten Fähigkeitskommandos.

## Aufbau
Innerhalb des Kommandos waren dem Inspekteur unmittelbar der Stellvertreter des Inspekteurs und der Chef des Stabes unterstellt. Dem Stellvertreter des Inspekteurs nachgeordnet war der Inspizient für Reservistenangelegenheiten. Dem Chef des Stabes war das Stabsquartier und die drei Abteilungen des Kommandos mit ihren nachgeordneten Unterabteilungen und Referaten unterstellt:
- Abteilung Einsatz
  - Unterabteilung Einsatz Ausland
  - Unterabteilung Einsatz Grundlagen
  - Unterabteilung Nationaler Territorialer Befehlshaber
- Abteilung Führung
  - Unterabteilung Personal
  - Unterabteilung Militärische Sicherheit
  - Unterabteilung Logistik
  - Unterabteilung Führungsunterstützung
  - Unterabteilung Ausbildung Streitkräftebasis
  - Generalarzt der Streitkräftebasis
- Abteilung Planung
  - Unterabteilung Planung/Weiterentwicklung/Internationale Zusammenarbeit
  - Unterabteilung Fähigkeitsmanagement/Betrieb
  - Unterabteilung Organisation
- Die Abteilung Ausbildung Streitkräfte wurde am 01.10.2020 dem SKA in Bonn unterstellt, aus dem es 2012 ausgegliedert worden war.

(Stand: August 2017)

## Unterstellte Truppenteile
Dem Kommando Streitkräftebasis waren die folgenden Fähigkeitskommandos und sonstigen Dienststellen unterstellt:
|  | Logistikkommando der Bundeswehr   |
|  | Kommando Feldjäger der Bundeswehr |
|  | ABC-Abwehrkommando der Bundeswehr |
|  | Streitkräfteamt                   |

## Kommandoführung und Abteilungsleiter
| Nr. | Name                             | Beginn der Amtszeit | Ende der Amtszeit |
| --- | -------------------------------- | ------------------- | ----------------- |
| 2   | Generalleutnant Martin Schelleis | 6. Oktober 2015     | 14. Mai 2024      |
| 1   | Vizeadmiral Manfred Nielson      | 1. Oktober 2012     | 6. Oktober 2015   |

| Nr. | Name                               | Beginn der Amtszeit | Ende der Amtszeit  |
| --- | ---------------------------------- | ------------------- | ------------------ |
| 6   | Generalmajor Stefan Lüth           | Mai 2023            |                    |
| 5   | Generalmajor André Bodemann        | November 2022       | 31. März 2023      |
| 4   | Generalleutnant Jürgen Weigt       | 1. Oktober 2019     | 30. September 2022 |
| 3   | Generalleutnant Peter Bohrer       | 1. Oktober 2015     | 30. September 2019 |
| 2   | Generalleutnant Erich Pfeffer      | 1. Juli 2013        | 30. September 2015 |
| 1   | Generalleutnant Manfred Engelhardt | 1. Oktober 2012     | 30. Juni 2013      |

| Nr.     | Name                          | Beginn der Amtszeit | Ende der Amtszeit  |
| ------- | ----------------------------- | ------------------- | ------------------ |
| 6       | Generalmajor Stefan Zeyen     | August 2023         | –                  |
| 5       | Generalmajor Stefan Lüth      | Oktober 2022        | Mai 2023           |
| 4       | Generalmajor Wilhelm Grün     | 1. April 2021       | Oktober 2022       |
| 3       | Generalmajor Stefan Linus Fix | 1. April 2018       | 1. April 2021      |
| 2       | Generalmajor Jürgen Setzer    | 1. Dezember 2015    | 1. April 2018      |
| Interim | Brigadegeneral Volker Thomas  | 1. Oktober 2015     | 30. November 2015  |
| 1       | Generalmajor Peter Bohrer     | 1. Oktober 2012     | 30. September 2015 |

| Nr. | Name                              | Beginn der Amtszeit | Ende der Amtszeit  |
| --- | --------------------------------- | ------------------- | ------------------ |
| 6   | Generalmajor Georg Klein          | 1. April 2021       |                    |
| 5   | Generalmajor Wilhelm Grün         | 1. Juli 2019        | 1. April 2021      |
| 4   | Konteradmiral Jan Christian Kaack | 1. Mai 2018         | 1. Juli 2019       |
| 3   | Generalmajor Josef Blotz          | 1. Juli 2016        | 1. Mai 2018        |
| 2   | Brigadegeneral Walter Ohm         | 1. Januar 2016      | 1. April 2016      |
| 1   | Generalmajor Dieter Warnecke      | 1. Oktober 2012     | 30. September 2015 |

| Nr. | Name                            | Beginn der Amtszeit | Ende der Amtszeit |
| --- | ------------------------------- | ------------------- | ----------------- |
| 3   | Flottillenadmiral Thomas Lehnen | 1. April 2020       | –                 |
| 2   | Flottillenadmiral Michael Busse | 1. Juli 2014        | 1. April 2020     |
| 1   | Brigadegeneral Reinhard Kloss   | 1. Oktober 2012     | 30. Juni 2014     |

| Nr. | Name                                | Beginn der Amtszeit | Ende der Amtszeit  |
| --- | ----------------------------------- | ------------------- | ------------------ |
| 5   | Brigadegeneral Frank Schmitz        | 1. Oktober 2020     | –                  |
| 4   | Brigadegeneral Manfred Kreis        | 1. Oktober 2015     | 1. Oktober 2020    |
| 3   | Generalmajor Franz Reinhard Golks   | 25. September 2014  | 30. September 2015 |
| 2   | Kapitän zur See Frank Martin Lenski | 1. Oktober 2013     | 25. September 2014 |
| 1   | Brigadegeneral Franz Reinhard Golks | 1. Oktober 2012     | 26. September 2013 |

| Nr. | Name                          | Beginn der Amtszeit | Ende der Amtszeit  |
| --- | ----------------------------- | ------------------- | ------------------ |
| 3   | Brigadegeneral Georg Klein    | 1. März 2019        | 1. April 2021      |
| 2   | Brigadegeneral Markus Kurczyk | 20. September 2016  | 1. März 2019       |
| 1   | Brigadegeneral Michael Traut  | 1. März 2013        | 20. September 2016 |